# Aberdeen Relay Calculator
La Aberdeen Relay Calculator fue una serie de dos máquinas especiales de tarjetas perforadas construidas por la IBM en el Laboratorio de Investigación Balística de la Armada de los EE. UU. en Aberdeen.

## Historia
En diciembre de 1944 IBM construyó la Aberdeen Relay Calculator siguiendo la recomendación de Wallace Eckert, quien construyó en su laboratorio un dispositivo llamado switch de control, instalándolo entre los dispositivos IBM 601 sumador/restador/multiplicador, una tabuladora y un acumulador, de manera que pudiera realizar hasta 12 operaciones con la misma tarjeta antes de leer la siguiente.
La Aberdeen Relay Calculator fue desarrollada en menos de dos años por un equipo de ingenieros bajo la dirección de Clair D. Lake. Inicialmente, IBM construyó dos máquinas en Aberdeen, bautizándolas como las "Aberdeen Relay Calculators". La máquina fue la calculadora digital más rápida en los Estados Unidos durante los últimos meses de la Segunda Guerra Mundial. A finales de 1945 se construyeron otras tres máquinas aún más complejas para otros laboratorios militares.
El Aberdeen Relay Calculator nunca llegó a ser un producto comercial, pero revela un intento de adaptación del equipamiento existente a las necesidades de la época posterior a la Segunda Guerra Mundial. Hubo otros dispositivos basados en tarjetas perforadas que sí representaron alternativas comerciales al UNIVAC de Eckert y Mauchly, entre los que podemos citar los IBM 601 —construido en 1935—, IBM 602, IBM 603, IBM 604 e IBM 605. Estos dos últimos fueron el soporte fundamental del cálculo científico en muchas instalaciones hasta mitades de los años 50, y se construyeron alrededor de 5000 entre 1948 y 1958.

## Funcionamiento
Tras leer una tarjeta, estas máquinas podían realizar hasta 48 operaciones antes de leer la siguiente, y con secuencias mucho más complejas. Siendo programadas adecuadamente, estas máquinas eran más rápidas que cualquier otra calculadora no electrónica. Incluso después de que el ENIAC fuese desarrollado y trasladado de Philadelphia a Aberdeen, el Ballistic Research Lab tenía máquinas de estas en funcionamiento.